# 松平直寛
松平 直寛（まつだいら なおひろ）は、出雲広瀬藩の第8代藩主。直政系越前松平家広瀬藩分家8代。

## 経歴
第6代藩主・松平近貞の長男。母は側室・佐野氏。父が老年でようやく生まれた実子であったが、すでに父は家督を養嗣子の直義に譲っていたため、享和3年（1803年）の直義の死去により家督を継ぐこととなった。天保12年（1841年）に譜代衆取締役となり、功を挙げたことから城主格を与えられた。
しかし藩政においては水害に見舞われたにもかかわらず、藩政に無関心で帰国しなかった。嘉永3年（1850年）10月21日、68歳で死去し、家督は長男の直諒が継いだ。

## 子女
- 長男：松平直諒
- 次男：菅谷政徳
- 3男：松平直審（仏光寺猶子）
- 4男：蒔田定詢
- 5男：松平直慈（専光寺附弟）
- 6男：米津政雅
- 7男：河野道久
- 8男：松平直行（願竜寺附弟）
- 9男：町野直在
- 10男：芦野資貞
- 11男：松平直巳
- 蔵子（山名義問正室）
- 娘（酒井道教室）
- 娘（阿部正義正室）
- 娘（佐野時行正室）
- 娘（平野長発継室）
- 娘（加藤明軌正室）
- 娘（形原松平信敏正室）
- 娘（高木某正室）など多数。